# Лодердейл-Лейкс (Вісконсин)
Лодердейл-Лейкс (англ. Lauderdale Lakes) — переписна місцевість (CDP) в США, в окрузі Волворт штату Вісконсин. Населення — 1283 особи (2020).

## Географія
Лодердейл-Лейкс розташований за координатами 42°46′16″ пн. ш. 88°34′43″ зх. д. / 42.77111° пн. ш. 88.57861° зх. д. (42.771221, -88.578676).  За даними Бюро перепису населення США в 2010 році переписна місцевість мала площу 14,09 км², з яких 11,13 км² — суходіл та 2,96 км² — водойми.

## Демографія
Згідно з переписом 2010 року, у переписній місцевості мешкали 1172 особи в 499 домогосподарствах у складі 359 родин. Густота населення становила 83 особи/км².  Було 1218 помешкань (86/км²).
Расовий склад населення:
| - 98,3 % — білих - 0,5 % — азіатів |

До двох чи більше рас належало 0,9 %. Частка іспаномовних становила 3,1 % від усіх жителів.
За віковим діапазоном населення розподілялося таким чином: 20,8 % — особи молодші 18 років, 60,5 % — особи у віці 18—64 років, 18,7 % — особи у віці 65 років та старші. Медіана віку мешканця становила 48,0 року. На 100 осіб жіночої статі у переписній місцевості припадало 111,9 чоловіків;  на 100 жінок у віці від 18 років та старших — 108,5 чоловіків також старших 18 років.
Середній дохід на одне домашнє господарство  становив 83 180 доларів США (медіана — 70 170), а середній дохід на одну сім'ю — 95 198 доларів (медіана — 76 058). За межею бідності перебувало 5,1 % осіб, у тому числі 0,0 % дітей у віці до 18 років та 9,7 % осіб у віці 65 років та старших.
Цивільне працевлаштоване населення становило 512 осіб. Основні галузі зайнятості: освіта, охорона здоров'я та соціальна допомога — 23,2 %, мистецтво, розваги та відпочинок — 13,1 %, роздрібна торгівля — 11,9 %, науковці, спеціалісти, менеджери — 10,9 %.